# Ceresium lumawigi
Ceresium lumawigi är en skalbaggsart som beskrevs av Hüdepohl 1990. Ceresium lumawigi ingår i släktet Ceresium och familjen långhorningar.
Artens utbredningsområde är Filippinerna. Inga underarter finns listade i Catalogue of Life.